# Crepidomanes inopinatum
Crepidomanes inopinatum är en hinnbräkenväxtart som först beskrevs av Pichi-serm. och som fick sitt nu gällande namn av Jacobus Petrus Roux.
Crepidomanes inopinatum ingår i släktet Crepidomanes och familjen Hymenophyllaceae. Inga underarter finns listade i Catalogue of Life.